# Christopher Dell
Christopher William Dell (ur. 1956 w Hackensack) – amerykański dyplomata, ambasador Stanów Zjednoczonych w Angoli (2001–2004), Zimbabwe (2004–2007) i Kosowie (2009–2012).